# Studienzentrum Gerzensee

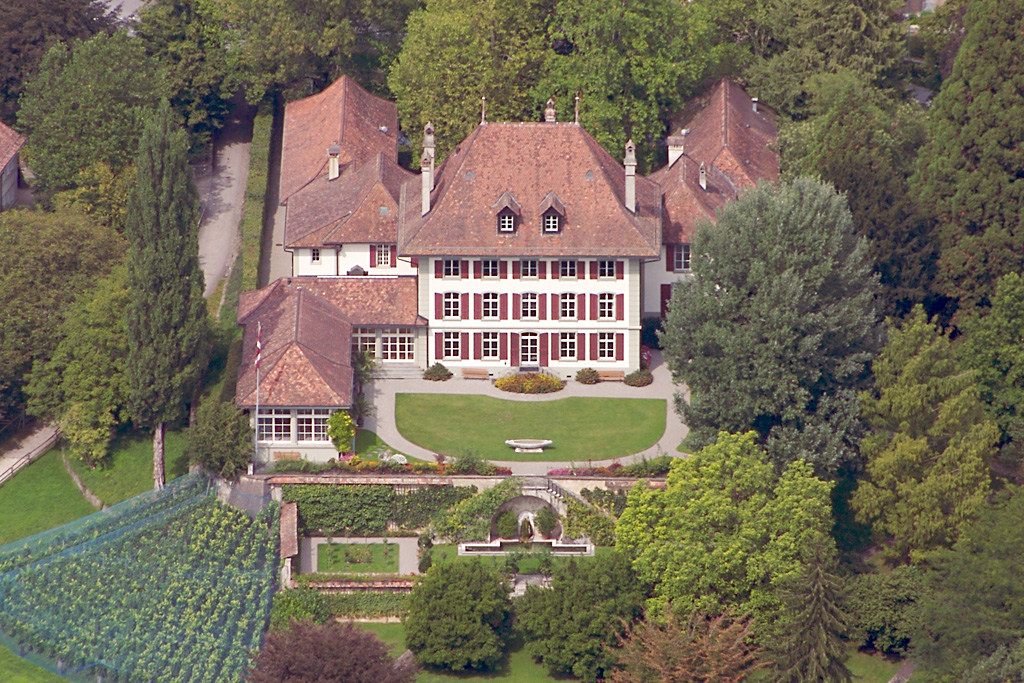
Neues Schloss Gerzensee

Die Stiftung Studienzentrum Gerzensee (englisch Study Center Gerzensee) ist eine Stiftung der Schweizerischen Nationalbank. Sie wurde 1984 gegründet und führt seit 1986 im Neuen Schloss Gerzensee, das ihr gehört, Aus- und Weiterbildungskurse für Zentralbankpersonal und Doktoranden der Volkswirtschaftslehre aus dem In- und Ausland durch.
Als «Kaderschmiede für Zentralbanker» geniesst das Studienzentrum in Fachkreisen weltweit hohes Ansehen. Sein Direktor war bis 2009 Ernst Baltensperger und seither Dirk Niepelt, beide Professoren der Volkswirtschaftslehre an der Universität Bern.